# Sariki

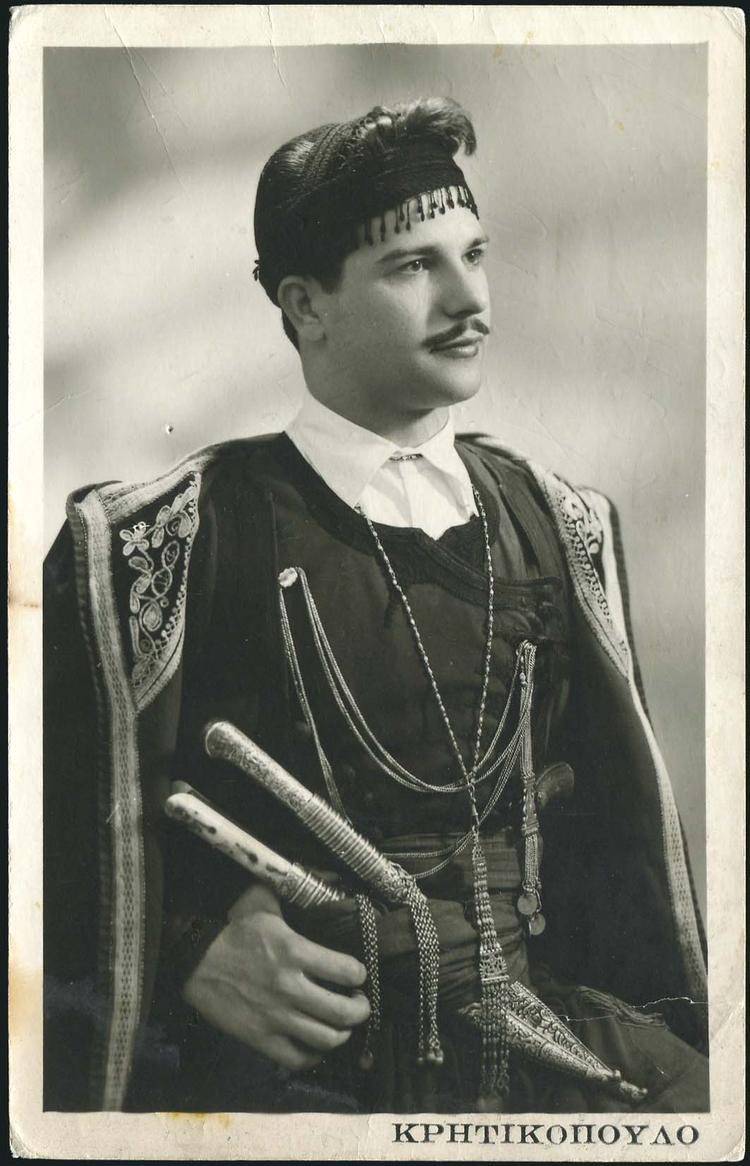
Historische Aufnahme eines Kreters mit Sariki (um 1900)

Als Sariki (griechisch σαρίκι, von türkisch sarık ‚Turban‘) oder als Mandili (griechisch μαντίλι ‚Tuch‘, ‚Schal‘) wird die traditionelle männliche Kopfbedeckung der Kreter bezeichnet.
Das Sariki ist ein schalartiges, meist gehäkeltes schwarzes Dreiecktuch mit Fransen, das mehrfach um den Kopf gewickelt wird. Die Fransen sind wie kleine Quasten gestaltet und hängen in die Stirn. Sie sollen nach einer Überlieferung Tränen symbolisieren und ebenso wie die schwarze Farbe Schmerz und Trauer um die Opfer der osmanischen Herrschaft zeigen, insbesondere an die im Jahre 1866 im Kloster Arkadi umgekommenen Aufständischen erinnern.
Das Sariki hat in der Zwischenkriegszeit den Fesaki, einen roten Fes mit schwarzer Quaste, der jedoch nicht mit dem kegelstumpfförmigen türkischen Fes zu verwechseln ist, als vorherrschende Kopfbedeckung der männlichen Kreter abgelöst. Heute wird das Sariki noch in abgelegenen Bergdörfern oder bei besonderen Anlässen getragen, etwa von Tänzern und als Bestandteil der kretischen Tracht, zu der auch die typische Pluderhose (vraka), die Lederstiefel (stivania) und  eine Leibschärpe gehören.